# 299. п. н. е.

## Догађаји
- Самнити, увидевши како су Римљани заузети походом на север, у Ломбардијској равници, унајмљују галске, сабињанске и етрурске најамнике како би започели Трећи самнитски рат.